# EX-362
La carretera EX-362 es de titularidad de la Junta de Extremadura. Su categoría es local. Su denominación oficial es   EX-362 , de   N-432  a Fuente del Maestre.

## Evolución futura de la carretera
La carretera se encuentra acondicionada dentro de las actuaciones previstas en el Plan Regional de Carreteras de Extremadura.